# Liste der Monuments historiques in Belvédère
Die Liste der Monuments historiques in Belvédère führt die Monuments historiques in der französischen Gemeinde Belvédère auf.

## Liste der Objekte
Zum Verständnis siehe: Kirchenausstattung
| Bezeichnung             | Beschreibung                                                                                    | Standort                               | Kennzeichnung | Schutzstatus | Datum | Bild |
| ----------------------- | ----------------------------------------------------------------------------------------------- | -------------------------------------- | ------------- | ------------ | ----- | ---- |
| Liturgische Gewänder    | Pluviale, Kasel, Manipel und Velum; Seide und Seidenbrokat, Ende des 17. Jahrhunderts           | in der Kirche St-Pierre-St-Paul (Lage) | PM06000036    | Classé       | 1910  |      |
| Prozessionskreuz        | Silber, vergoldet, 15. Jahrhundert                                                              | in der Kirche St-Pierre-St-Paul (Lage) | PM06000035    | Classé       | 1910  |      |
| Gemälde Kreuzabnahme    | Ölgemälde, 1639                                                                                 | in der Kirche St-Pierre-St-Paul (Lage) | PM06000038    | Classé       | 1910  |      |
| Pluviale und Velum      | Seide und Seidenbrokat, 17. Jahrhundert                                                         | in der Kirche St-Pierre-St-Paul (Lage) | PM06000037    | Classé       | 1910  |      |
| Retabel des Hauptaltars | Holz, farbig gefasst und vergoldet, 17. Jahrhundert; mit Statuen der Heiligen Petrus und Paulus | in der Kirche St-Pierre-St-Paul (Lage) | PM06000039    | Classé       | 1925  |      |